# Mănăstirea Sfinții Apostoli Petru și Pavel din Parva
Mănăstirea Sfinții Apostoli Petru și Pavel este o mănăstire ortodoxă din România situată în comuna Parva, județul Bistrița-Năsăud. Accesul se face dinspre Nasaud-Rebrișoara, 6 km pe DN 17D până la podul Rebrei, pe urmă 10 km spre nord pe Valea Rebrei, pe DJ 172B, drum asfaltat până la mănăstire. Încă o cale de acces este dinspre orașul Sângeorz-Băi, tot pe DN 17D. În această mănăstire viețuiesc în prezent zece călugari.